# Audio Video Interleave
Audio Video Interleave, známější pod zkratkou AVI, je formát multimediálního kontejneru, uvedený firmou Microsoft v listopadu roku 1992 jako součást multimediální technologie Video for Windows. Soubory typu AVI mohou obsahovat zvukovou i video stopu, což umožňuje synchronní přehrávání videa a zvuku.

## Formát
Formát AVI specifikuje multimediální kontejner, který obsahuje jednu nebo více datových stop. Každá stopa ukládá jeden typ dat: zvuk nebo video. Každá stopa také obsahuje digitálně zakódovaný mediální tok (zakódován pomocí specifického kodeku).
Mnohými je považován za zastaralý formát. Když je používán s populárními MPEG-4 kodeky (např. DivX nebo Xvid), má značné nedostatky, které zvětšují velikost souboru víc, než je nezbytné. Nemá také nativní podporu pro moderní vlastnosti jako např. B-snímky.
AVI je zvláštní případ formátu RIFF (Resource Interchange File Format), který rozděluje data souboru do bloků. Každý blok je identifikován pomocí značky FourCC.

## Přetrvávající využití
Navzdory limitujícím faktorům a dostupnosti nových, modernějších formátů multimediálních kontejnerů (Matroska, MP4, QuickTime, Ogg, …) zůstává AVI populární mezi komunitou sdílející data díky vysoké kompatibilitě s existujícími programy pro přehrávání videa a jeho editaci (jako je například Windows Media Player a VirtualDub).
Formát AVI a MPEG využívá většina digitálních fotoaparátů. Jedním z důvodů je podpora formátu operačními systémy Windows u osobních počítačů a následná snadná editace.